# HSQLDB
HSQLDB (Hyperthreaded Structured Query Language Database) es un sistema gestor de bases de datos libre escrito en Java. La suite ofimática OpenOffice.org lo incluye desde su versión 2.0 para dar soporte a la aplicación Base.
HSQLDB está basado en HypersonicSQL, un proyecto de Thomas Mueller abandonado en la actualidad. Ahora está en la versión 2.3.4
Características de HSQLDB:
- Escrito por completo en Java
- Completo sistema gestor de bases de datos relacional
- Tiempo de arranque mínimo y gran velocidad en las operaciones: SELECT, INSERT, DELETE y UPDATE
- Sintaxis SQL estándar
- Integridad referencial (claves foráneas)
- Procedimientos almacenados en Java
- Triggers
- Tablas en disco de hasta 8GB